# 冠鋸魴鮄
冠鋸魴鮄，為輻鰭魚綱鮋形目牛尾魚亞目角魚科的其中一種，分布於西大西洋區，從美國華盛頓州哥倫比亞河河口至智利海域，棲息深度15-110公尺，體長可達43公分，為底棲性魚類，生活在沙泥底質海域，屬肉食性，可做為食用魚及遊釣魚。